# Anne Brunell
Anne Nicole Brunell, OAM, née Currie le 13 juillet 1970, est une nageuse handisport australienne. Elle est née sans jambes et n'a que trois doigts à la main droite. Elle commence la natation en compétition à l'âge de 11 ans et  nage pour les clubs de natation de Nunawading et de North Dandenong.  

## Carrière
Aux Jeux de New York / Stoke Mandeville en 1984, elle remporte une médaille de bronze au 100 m nage libre A1. À presque 14 ans, elle est la plus jeune médaillée australienne des Jeux paralympiques, surpassant Elizabeth Edmondson (en), qui a remporté une médaille d’or à 14 ans et 4 mois aux Jeux paralympiques de 1964 à Tokyo. En 2012, Maddison Elliott les doublent et devient la plus jeune médaillée paralympique australienne et médaillée d'or aux Jeux de Londres 2012. Aux Jeux paralympiques de Séoul en 1998, Currie remporte la médaille d’argent sur le relais 4 × 100 m nage libre. Elle remporte également trois médailles d'or sur le 50 m, le 100 m nage libre S6 et le 4 × 100 m S7 et une médaille d'argent sur le 4 × 100 m  S1 aux Championnats du monde handisport de 1990 à Assen (Pays-Bas). 
Aux Jeux de 1992 à Barcelone, elle remporte trois nouvelles médailles d'or sur le 4 × 50 m nage libre S1–6, le 200 m nage libre S6 et le 100 m nage libre S6, pour lesquelles elle obtient l'Ordre d'Australie et une médaille de bronze sur le 50 m nage libre S6. En 2000, elle reçoit la médaille australienne des Sports. En 2007, elle est intronisée au Victorian Honour Roll of Women (en). 